# Justus Hecker
Justus Friedrich Karl Hecker (født 5. januar 1795 i Erfurt, død 11. maj 1850 i Berlin) var en tysk medicinhistoriker og epidemiograf.
Hecker hørte til en bekendt lægefamilie, kom 1805 til Berlin og begyndte 1812 at studere medicin, men brød af for at deltage i frihedskrigen. Han tog doktorgraden 1817 med en afhandling Antiquitates hydrocephali, addita hydrocephali intemi chronici feliciter sanati historia. Samme år blev Hecker privatdocent, atter med et historisk arbejde. I 1834
udnævntes han til professor i medicinens historie. Hecker er den egentlige skaber af den historiske patologi. Hans første arbejde på dette område var Der schwarze Tod im 14. Jahrhundert (1832). Senere fulgte Die Tanzwut (1832), Der englische Schweiss (1834), forskellige skrifter over pest, Die Kinderfahrten (1845), Ueber Sympathien (1846). Af hans større værker mærkes Geschichte der Heilkunde, I og II (1820—22) og Geschichte der neueren Heilkunde (1829). Hecker skrev også over klassisk medicin (Hippokrates, Praxagoras, Aristoteles og Oribasios) samt en del arbejder over klinisk medicin. En del af hans arbejder over middelalderlige emner udgavs 1865 af Hirsch med titelen Die grossen Volkskrankheiten des Mittelalters.